# Alexander von Bally
Alexander von Bally (* 11. Januar 1802 in Breslau; † 13. November 1853 in Berlin) war ein deutscher Jurist, Gutsbesitzer, Unternehmer und Mitglied der Frankfurter Nationalversammlung.

## Leben
Bally studierte in Breslau Rechtswissenschaften und in Wien katholische Theologie. Im Jahr 1822 wurde er Privatsekretär des Fürsten Hohenlohe-Ingelfingen. Später war er geheimer Rat im Dienst von Victor Amadeus von Hessen-Rotenburg. Bally wurde 1830 Verwalter des Herzogtums Ratibor. Ab 1837 war er selbst Gutsbesitzer in Schlesien. Er erwarb auch Bergwerke und Hütten.
Während der Revolution von 1848/49 vertrat er den Wahlkreis Beuthen in Oberschlesien in der Frankfurter Nationalversammlung. Er war Mitglied der eher konservativen Fraktion Café Milani. Er war auch Mitglied des katholischen Klubs. Nach der Ermordung von Felix Lichnowsky und Hans von Auerswald am 18. September 1848 verfasste Bally einen emphatischen Nachruf. In Frankfurt trat er für die Seite Österreichs ein. Daher stimmte er gegen die Wahl Friedrich Wilhelm IV. zum Deutschen Kaiser.
Daneben war er als Autor tätig. Er schrieb über Pferdezucht und Pferderennen, aber auch politische und volkswirtschaftliche Schriften.

## Schriften
- Ueber Pferdezucht, Reitkunst, Wettrennen und Rennpferde. Stuttgart, 1852
- Der Staat im Staate genannt Kirche. Frankfurt am Main, 1850
- Das neue Österreich seine Handels- und Geldlage. Wien, 1850